# Araneus kerr
Araneus kerr là một loài nhện trong họ Araneidae.
Loài này thuộc chi Araneus. Araneus kerr được Herbert Walter Levi miêu tả năm 1981.